# 豪格小凱傑介
豪格小凱傑介（学名：Keijella hodgii）为粗面介科小凱傑介屬下的一个种。